# Dicearc d'Etòlia
Dicearc (en llatí Dicaearchus, en grec antic Δικαίαρχος "Dikaíarchos") fou un ambaixador i pirata etoli que va tenir una part activa a la Guerra de Creta en les lluites d'Etòlia contra els romans.
Va participar en diverses ambaixades. Després va estar al servei de Filip V de Macedònia que el va enviar a conquerir les Cíclades i li va donar una flota de 20 vaixells per dedicar-se a la pirateria. Sembla que era una persona insolent, i tenia per costum, allà on desembarcava, erigir un temple a Asebeia, que significa falta de pietat, i un altre a Paranomia, absent de tota llei, segons diuen Polibi i Titus Livi.